# Eristalinus octopunctatus
Eristalinus octopunctatus är en tvåvingeart som först beskrevs av Li 1995.  Eristalinus octopunctatus ingår i släktet slamflugor, och familjen blomflugor. Inga underarter finns listade i Catalogue of Life.